# Épierre
Épierre és un municipi francès situat al departament de la Savoia i a la regió d'Alvèrnia-Roine-Alps. L'any 2007 tenia 661 habitants.

## Demografia

### Població
El 2007 la població de fet d'Épierre era de 661 persones. Hi havia 280 famílies de les quals 96 eren unipersonals (32 homes vivint sols i 64 dones vivint soles), 76 parelles sense fills, 88 parelles amb fills i 20 famílies monoparentals amb fills.
La població ha evolucionat segons el següent gràfic:
Habitants censats

### Habitatges
El 2007 hi havia 341 habitatges, 290 eren l'habitatge principal de la família, 31 eren segones residències i 20 estaven desocupats. 277 eren cases i 64 eren apartaments. Dels 290 habitatges principals, 191 estaven ocupats pels seus propietaris, 88 estaven llogats i ocupats pels llogaters i 11 estaven cedits a títol gratuït; 2 tenien una cambra, 18 en tenien dues, 53 en tenien tres, 94 en tenien quatre i 123 en tenien cinc o més. 215 habitatges disposaven pel capbaix d'una plaça de pàrquing. A 115 habitatges hi havia un automòbil i a 117 n'hi havia dos o més.

### Piràmide de població
La piràmide de població per edats i sexe el 2009 era:
| Homes | Edats   | Dones |
| ----- | ------- | ----- |
| 0     | 95 o +  | 0     |
| 0     | 90 a 94 | 0     |
| 4     | 85 a 89 | 0     |
| 4     | 80 a 84 | 8     |
| 12    | 75 a 79 | 16    |
| 8     | 70 a 74 | 8     |
| 24    | 65 a 69 | 40    |
| 12    | 60 a 64 | 20    |
| 12    | 55 a 59 | 20    |
| 32    | 50 a 54 | 16    |
| 12    | 45 a 49 | 24    |
| 12    | 40 a 44 | 28    |
| 28    | 35 a 39 | 8     |
| 28    | 30 a 34 | 20    |
| 12    | 25 a 29 | 16    |
| 4     | 20 a 24 | 4     |
| 16    | 15 a 19 | 16    |
| 32    | 10 a 14 | 16    |
| 12    | 5 a 9   | 24    |
| 12    | 0 a 4   | 16    |

## Economia
El 2007 la població en edat de treballar era de 404 persones, 301 eren actives i 103 eren inactives. De les 301 persones actives 282 estaven ocupades (163 homes i 119 dones) i 19 estaven aturades (3 homes i 16 dones). De les 103 persones inactives 36 estaven jubilades, 29 estaven estudiant i 38 estaven classificades com a «altres inactius».

### Ingressos
El 2009 a Épierre hi havia 299 unitats fiscals que integraven 702 persones, la mediana anual d'ingressos fiscals per persona era de 17.494 €.

### Activitats econòmiques
Dels 38 establiments que hi havia el 2007, 1 era d'una empresa alimentària, 1 d'una empresa de fabricació de material elèctric, 6 d'empreses de fabricació d'altres productes industrials, 7 d'empreses de construcció, 10 d'empreses de comerç i reparació d'automòbils, 5 d'empreses de transport, 1 d'una empresa financera, 4 d'empreses immobiliàries, 2 d'entitats de l'administració pública i 1 d'una empresa classificada com a «altres activitats de serveis».
Dels 8 establiments de servei als particulars que hi havia el 2009, 1 era una oficina de correu, 2 tallers de reparació d'automòbils i de material agrícola, 3 paletes, 1 electricista i 1 perruqueria.
Dels 2 establiments comercials que hi havia el 2009, 1 era una botiga de menys de 120 m² i 1 una fleca.
L'any 2000 a Épierre hi havia 5 explotacions agrícoles.

## Equipaments sanitaris i escolars
L'únic equipament sanitari que hi havia el 2009 era una farmàcia.
El 2009 hi havia una escola elemental.

## Poblacions més properes
El següent diagrama mostra les poblacions més properes.